# Nicolaas II van Bronckhorst

Stamwapen van Bronckhorst

Nicolaas II van Bronckhorst (Ovl. Noordwijk, 16 december 1579) was heer van Stad aan 't Haringvliet.
Hij was een zoon van Nicolaas I van Bronckhorst en Jacomina van Poelgeest en een kleinzoon van Andries van Bronckhorst.
In 1577 trouwde hij met Wilhelmina van Beieren-Schagen een dochter van Willem II van Beieren-Schagen en Elisabeth van Bronckhorst (1520-1592), de dochter van Joost van Bronckhorst-Bleiswijk en Ida Ruychrock van der Werve. 
Uit dit huwelijk is slechts één zoon geboren:
- Nicolaas III van Bronckhorst (ovl. 1606). Hij trouwde in 1598 met Josina van Amstel van Mijnden (Loenersloot, 1577-1623)
  - Nicolaas IV van Bronckhorst (ovl. Dowaai, 1616), heer van Stad aan 't Haringvliet
  - Wilhelmina van Bronckhorst (Delft, 1601 -  Horst, 25 mei 1669), vrouwe van Stad aan 't Haringvliet.

Van Bronckhorst werd begraven in de Sint-Jeroenskerk in Noordwijk.
De Bronckhorststraat in Noordwijk in naar Nicolaas II van Bronckhorst genoemd.